# Partit dels Industrials i Empresaris d'Ucraïna
El Partit dels Industrials i Empresaris d'Ucraïna (ucraïnès: Партія промисловців та підприємців України) és un partit polític d'Ucraïna fundat el 2000 i dirigit per Anatoliy Kinakh.
A les eleccions al Parlament d'Ucraïna de 2002 es va presentar com a part de la coalició Per Ucraïna Unida. A les eleccions al Parlament d'Ucraïna de 2006 va formar part del Bloc la Nostra Ucraïna de Víktor Iúsxenko. Tanmateix, a les eleccions al Parlament d'Ucraïna de 2007 es va presntar juntament amb el Partit de les Regions.